# Berserk: Das goldene Zeitalter II
Berserk: Das goldene Zeitalter II (ベルセルク 黄金時代篇II ドルドレイ攻略, Beruseruku Ōgon Jidai-Hen II: Dorudorei Kōryaku) ist der zweite animierte Kinofilm zur Manga- und Animeserie Berserk aus dem Jahr 2012. Im Jahr 2013 folgte Berserk: Das goldene Zeitalter III.

## Handlung
Guts und Casca werden von The Band of the Hawk getrennt. Sie werden von dem grausamen Kommandanten Adon angegriffen. Guts besiegt die meisten von Adons Männern, während er über Cascas Flucht berichtet. Jedoch möchte Guts später The Band of the Hawk verlassen, da er seinen eigenen Traum finden und verfolgen möchte. Später nimmt die Band of the Hawk an der Schlacht teil, um die undurchdringliche Festung von Doldrey zu erobern und den Hundertjährigen Krieg zu beenden, in dem Casca Adon tötet. Einen Monat nach Kriegsende trennt sich Guts von Griffith, nachdem er ihn in einem Duell besiegt hat. Griffith ist verstört über Guts Abreise und wird dabei erwischt, wie er mit der Königstochter Charlotte schläft. Griffith wird des Hochverrats angeklagt und im Tower of Rebirth eingesperrt, während die Mitglieder der Band of the Hawk als Gesetzlose gebrandmarkt werden.

## Produktion
In Zusammenarbeit mit Warner Bros. Pictures wurde eine Reihe von Filmen zu Berserk produziert, die im Gegensatz zur Anime-Serie die gesamte Handlung des Mangas abdecken sollen. Der Film wurde von Studio 4°C unter Leitung von Toshiyuki Kubooka nach Drehbüchern von Ichirō Ōkouchi produziert. Die Synchronsprecher der Hauptrollen wechselten im Vergleich zur Anime-Serie: es sind Hiroaki Iwanaga als Guts, Takahiro Sakurai als Griffith und Toa Yukinari als Casca besetzt.

## Veröffentlichung
Der Film startete am 23. Juni 2012 und hat eine Länge von 96 Minuten. Die DVD und Blu-Ray dazu erschien am 5. Dezember 2012. In Deutschland kam der Film am 16. August 2013 auf Blu-ray und DVD raus. Im Gegensatz zu der Animeserie enthalten die Filme zusätzlich eine deutsche Tonspur. Die FSK wurde auf ab 16 Jahren festgelegt.

## Synchronisation
| Rolle            |                              |                    |
| Rolle            | japanischer Sprecher (Seiyū) | deutscher Sprecher |
| ---------------- | ---------------------------- | ------------------ |
| Guts             | Hiroaki Iwanaga              | Marcel Collé       |
| Griffith         | Takahiro Sakurai             | Nico Mamone        |
| Casca            | Toa Yukinari                 | Anja Stadlober     |
| Charlotte        | Aki Toyosaki                 | Jennifer Weiß      |
| Lord Gennon      | Kazuki Yao                   | Uwe Jellinek       |
| Pippin           | Takahiro Fujiwara            | Raimund Krone      |
| General Boscogne | Takayuki Sugo                | Roman Kretschmer   |

## Rezeption
- Lexikon des internationalen Films: „Auch ohne mit dem „Berserk“-Universum vertraut zu sein, lassen sich die schicksalhaften Zuspitzungen gut nachvollziehen. Im zweiten Teil der Trilogie gewinnt die Figur des „Berserkers“ Guts an emotionaler Tiefe. Die visuell eindrückliche Mixtur aus 2D-Animation und Computer generierten Backgrounds überträgt die Manga-Optik kongenial ins bewegte Medium.“[4]